# Smaragd (edice)
Smaragd byla knižní edice převážně vázaných a zčásti brožovaných knih formátu přibližně A5, které vycházely od roku 1958 do roku 1993 v nakladatelství Mladá fronta. Šlo o jednu z profilových edic nakladatelství, jako první v Československu byla zaměřena na detektivní a krimi literaturu, v menší míře zde vycházely i příbuzné literární žánry, např. špionážní romány a další dobrodružné knihy. Celkem bylo v této edici do jejího zániku vydáno nejméně 137 knih.

## Počet vydaných knih
Edice Smaragd na rozdíl od řady dalších edic uvádí v tiráži číslo svazku. Přesto není úplně jednoduché a jednoznačné určit počet vydaných titulů a knih. Mezi roky 1958 až 1993 vyšlo nejméně 132 číslovaných svazků, kromě toho ale v roce 1965 vyšel titul Eduard Fiker: 3 detektivní příběhy Eduarda Fikera, označený v tiráži jako „zvláštní svazek“. Navíc čtyři tituly vyšly v rámci edice dvakrát se stejným číslem svazku. Jedná se o tituly Robert Louis Stevenson: Podivný případ doktora Jekylla a pana Hyda; Markheim; Kumpáni (sv. 1, roky 1958 a 1964),  Edmund Niziurski: Eskulapův přístav (sv. 12, roky 1960 a 1963), Josef Škvorecký: Smutek poručíka Borůvky (sv. 40, roky 1966 a 1968), Maj Sjöwallová a Per Wahlöö: Noční autobus (sv. 69, roky 1974 a 1978).
Výše zmíněný Smutek poručíka Borůvky navíc v edici vyšel ještě potřetí, ale tentokrát s jiným číslem svazku (rok 1991, sv. 125). Několik dalších titulů vyšlo v rámci edice také dvakrát nebo třikrát, ale vždy s odlišným číslem svazku. Další romány vyšly rovněž opakovaně, ale někdy jako samostatný svazek, jindy společně s dalším románem v jednom svazku, např. Dick Francis román Nervy vyšel nejprve samostatně (rok 1972, sv. 65), poté v roce 1979 společně s románem Dražby (svazek 88). Můžeme proto shrnout, že vyšlo nejméně 133 svazků (132 číslovaných + jeden nečíslovaný „zvláštní svazek“), ale nejméně 137 knih (+4 výše uvedené knihy v druhém vydání se stejným číslem svazku). Počet vydaných titulů nebyl jednoznačně určen. Mimoto v letech 1969–1970 vyšly rovněž v Mladé frontě nejméně tři číslované svazky brožovaných sešitů označených  Revue Smaragd, které vždy obsahují soubor detektivních povídek různých autorů.

## Formát a zaměření edice
Edice Smaragd byla  víceméně monotematická, vycházela zde převážně detektivní a krimi literatura, jen poměrně málo vydaných titulů lze označit za romány patřící do  příbuzných literárních žánrů. Zatímco např. Černá hvězda (Emil Vachek, sv. 7) je klasická detektivka (byť v pozadí příběhu je špionážní případ), Měděný knoflík  (sv. 6) nebo Dům bez klíče (sv. 71) jsou čistě špionážní romány. Detektivky zde vycházely od roku 1958 a šlo tak o první československou edici, která se tomuto žánru systematicky věnovala. Edice „3x...“, která se zaměřovala výhradně na detektivky, vycházela v nakladatelství Odeon od roku 1963 (tedy o 5 let později), multižánrové edice (ve kterých ale velký podíl činily detektivky) Omnia (nakladatelství Svoboda) a Čtení na dovolenou (Odeon) vycházely až od roku 1967, resp. 1968.
O profilové zaměření edice a výběr titulů se prakticky po celou dobu existence edice staral Vojtěch Kantor (nepravidelně je v tiráži jednotlivých knih od prvních svazků až po nejméně svazek 123 uvedeno „edici řídí Vojtěch Kantor“). Formát knih byl přibližně A5, knihy byly převážně vázané, ale u některých titulů část nákladu vycházela také brožovaně. Až přibližně deset posledních svazků edice (po roce 1990) vyšlo jako výhradně brožované knihy.

## Autoři a překladatelé
Přes zaměření na „lehčí literaturu“ vyšly v edici i některá klasická díla. Hned v prvním svazku vyšlo dílo Roberta Louisa Stevensona, které se po několika letech dočkalo v této edici i druhého vydání.  Z „klasiků detektivního žánru“,  nechybí Agatha Christie (byť v této edici vyšly jen dvě její knihy, zatímco např. v edici Čtení na dovolenou to bylo hned devět románů), Erle Stanley Gardner (jeden svazek), Raymond Chandler (jeden titul, ale ve dvou vydáních) nebo Georges Simenon.
Současně se čtenáři mohli seznámit i s díly autorů, kteří v době vydání nebyli v Československu ještě tolik známí, ale již také dosáhli ve světě proslulosti, např. od švédské autorské dvojice Maj Sjöwallová, Per Wahlöö v této edici vyšla kniha Noční autobus ve dvou vydáních a celkový náklad byl jeden z nejvyšších v celé historii edice Smaragd (v USA získal jako první neanglický román prestižní cenu Edgar). Dvakrát zde vyšel Dick Francis, který později vycházel především v nakladatelství Olympia (detektivní příběhy z dostihového prostředí).
Z českých autorů zde několikrát vyšli romány obou zakladatelů české detektivky: Emila Vachka a Eduarda Fikera. Série C-L vyšla v této edici hned třikrát. Z dalších autorů je možné jmenovat např. Jana Zábranu a Josefa Škvoreckého (Smutek poručíka Borůvky vyšel rovněž třikrát). Z dnes již většinou nežijících, ale v době vydání spíše mladších autorů lze uvést Václava Erbena (v této edici 3 romány) nebo Evu Kačírkovou či Hanu Proškovou (obě zde vydaly hlavně soubory detektivních povídek).
Na úspěchu knih této edice se významně podíleli renomovaní překladatelé. Z angličtiny to byly např. velký znalec detektivního žánru František Jungwirth (mimo jiné Erle Stanley Gardner nebo Rex Stout), Eva Outratová (několik autorů), Jaroslav Kořán (Ed McBain, Michael Crichton, překládal také z nizozemštiny), kromě vlastní tvorby překládal a zasvěcené doslovy psal také Josef Škvorecký. Z francouzštiny např. Edda Němcová (více autorů), Eva Sgalová nebo Jaroslav Keliš. Z němčiny Josefa Slánská, Petr Karlach, Věra Houbová nebo Zdeněk Lahoda, z japonštiny japanolog Ivan Krouský, z polštiny zejména Anetta Balajková nebo Helena Teigová. Z ruštiny např. Hana Pražáková nebo Zora Beráková. Ze švédštiny Josef Vohryzek (vedle již zmíněné autorské dvojice Sjöwallová, Wahlöö také Stieg Trenter) nebo Božena Köllnová-Ehrmannová (Jenny Bertheliusová nebo Vic Suneson).

## Grafická úprava a ilustrátoři
Grafická úprava edice je dlouhodobě (po většinu doby její existence) spojena se třemi jmény: Jaroslav Fišer, Václav Sivko a Jan Wild (později jen Fišer a Wild). Frontispis a často také kresba na obálce Jaroslav Fišer (někdy využita kresba jiného ilustrátora) , Václav Sivko návrh obálky a vazby (později již v tiráži není uváděn) a grafická úprava Jan Wild. Knihy dlouho vycházely jako vázané (některé tituly část nákladů také brožovaně), takže knihy v pevné vazbě měly přebal.
I když knihy připravovali stejné osoby, v prvních letech existence edice (konec 50. let a první polovina 60. let) nebyla úprava jednotlivých titulů úplně jednotná (i  z hlediska použitých barev). V této době se obrázkem na obálku anebo frontispis podíleli též další ilustrátoři. Zpravidla ale pouze jeden svazek, např. hned svazek 5 Adolf Born, svazek 10 Otakar Procházka, svazek 13 Vladimír Erlebach, svazek 15 Karel Teissig ad. Od prvního do 29. svazku prakticky celou přední stranu obalu zaujímala kresba Jaroslava Fišera nebo některého dalšího ilustrátora. Na krátkou dobu (od svazku 30 do svazku 45) se charakteristickým rysem stalo to, že v horní části přebalu byl výrazný kruh, ve kterém byl název knihy a vpravo půlkruh, rovnou stranou otočený ke kruhu vlevo. A podél rovné strany půlkruhu bylo uvnitř svisle napsáno jméno autora (použité barvy však byly u každého svazku jiné). Zcela vlevo (rovněž svisle) pak byl nápis „edice Smaragd“. Tyto grafické prvky zakrývaly část kresby, která i zde byla rozvržena na celou přední stranu.
Od svazku 46 (Sébastien Japrisot: Past na Popelku) z roku 1968 se objevil zcela nový design přebalu a celkové úpravy knih, která se pro edici stala naprosto charakteristickou a prakticky beze změny vydržela téměř po celou dobu její existence (až do svazku 123 v roce 1991; pouze posledních 9 svazků má zcela odlišnou úpravu). Od svazku 46 jsou také v tiráži uváděni již jen Václav Fišer a Jan Wild. Obrázek byl zmenšen přibližně na 2/3 velikosti stránky a umístěn do černého rámečku. Zbytek přebalu (nebo obálky u brožované verze) dostal výraznou smaragdově zelenou barvu, v horní třetině přebalu (obálky) byly jednotně na zeleném podkladu umístěny: vpravo nahoře do dvou řádků jméno autora (autorů) černým písmem, oddělující černá grafická linka a pod ní bílým písmem název knihy. Oboje zarovnání vpravo, majuskule sans-serifového písma s malým duktusem. Vlevo nahoře (na úrovni jména autora) byl symbolicky nakreslen smaragd (čáry tvořící jednotlivé hrany vybroušeného kamene) doprovázený svisle umístěným nápisem „smaragd“ (otočený o 90 stupňů proti směru hodinových ručiček vůči běžnému vodorovnému zápisu). Dalším charakteristickým rysem bylo použití světle zeleného papíru na celý text románu (přibližně na začátku 80. let byl nahrazen levnějším a dostupnějším běžným bílým papírem). 
Posledních 9 svazků (124 až 132, roky 1992–1993) bylo vydáno výhradně v brožované vazbě a ve zcela odlišném designu. Jeho základním rysem je umístění všech nejen textových, ale také grafických prvků úhlopříčně. Vlevo nahoře (u svazku 129 umístěn jinde) symbol smaragdu (vpravo vedle něj do tří řádků krátký text: Edice / Smaragd / MF). Pod ním úhlopříčně zleva doprava nahoru jméno autora do dvou řádků sans-serifovým písmem s výrazným duktusem, většinou bílé barvy (ale hned u prvního svazku v této úpravě je použita jiná barva). Pod ním opět úhlopříčně zpravidla o něco menším serifovým písmem, počet řádků jeden až čtyři dle délky názvu. Barva názvu je u každého výtisku jiná a zpravidla je použita gradientní výplň písma. Návrh obálky zpravidla Václav Kučera (s využitím kresby různých autorů), grafická úprava Jana Vysoká nebo rovněž Václav Kučera.

## Přehled vydaných titulů

### Knihy vedici Smaragd
Edice Smaragd sice uvádí také číslo svazku v rámci edice, ale protože jedna kniha byla označena jako „zvláštní svazek“ a navíc některá opakovaná vydání titulu vyšla pod stejným číslem svazku, zatímco jiná pod odlišným, je v tabulce 1 v prvním sloupečku uvedeno jedinečné číslo pro každou knížku a každý řádek tabulky, zatímco ve třetím sloupečku (Sv.) je číslo svazku tak, jak je uvedeno v tiráži knihy anebo v knihovních katalozích. Přehled byl sestaven primárně na základě údajů z katalogu Národní knihovny ČR, v případě potřeby doplněno z jiných zdrojů.
| Č.  | Země   | Sv.  | Autor                                             | Název knihy                                                          | Vyd.          | Rok  | Str. | Vazba    | Kčs  | Výt.    | Překlad (doslov)                                                              |
| --- | ------ | ---- | ------------------------------------------------- | -------------------------------------------------------------------- | ------------- | ---- | ---- | -------- | ---- | ------- | ----------------------------------------------------------------------------- |
| 001 | CS     | zvl. | Fiker, Eduard                                     | 3 detektivní příběhy Eduarda Fikera                                  | 2/2/2 (1/1/2) | 1963 | 512  | váz.     | 34,5 | 30 000  | (uspořádal, vyd. připr. a doslov Miroslav Vachule)                            |
| 002 | UK     | 1    | Stevenson, Robert Louis                           | Podivný případ doktora Jekylla a pana Hyda; Markheim; Kumpáni        | 1.            | 1958 | 145  | váz.     | 13   | 25 250  | Jarmila Fastrová (doslov Jiří Němec)                                          |
| 003 | UK     | 1    | Stevenson, Robert Louis                           | Podivný případ doktora Jekylla a pana Hyda; Markheim; Kumpáni        | 2.            | 1964 | 141  | váz.     | 12   | 25 000  | Jarmila Fastrová                                                              |
| 004 | CS     | 2    | Fiker, Eduard                                     | Série C-L: detektivní fantasie                                       | 1.            | 1958 | 237  | váz.     | 18,9 | 25 250  |                                                                               |
| 005 | CS     | 3    | Vachek, Emil                                      | Černá hvězda                                                         | (1.)          | 1959 | 197  | váz.     | 16,7 | 25 250  |                                                                               |
| 006 | UK     | 4    | Christie, Agatha                                  | Pět malých prasátek                                                  | 2. (1.)       | 1959 | 194  |          |      | 20 250  | Marie Fantová                                                                 |
| 007 | DE     | 5    | Schreyer, Wolfgang                                | Velkogaráže jihozápad                                                | 1.            | 1959 | 261  | váz.     | 19,7 | 23 250  | Josefa Slánská                                                                |
| 008 | RU     | 6    | Ovalov, Lev Sergejevič                            | Měděný knoflík                                                       | 1.            | 1959 | 251  | váz.     | 14,5 | 20 250  | Zora Beráková                                                                 |
| 009 | CS     | 7    | Fiker, Eduard                                     | Série C-L: detektivní fantasie                                       | 2.            | 1960 | 237  | brož.    | 18,9 | 35 250  |                                                                               |
| 010 | CS     | 8    | Vachek, Emil                                      | Tajemství obrazárny: detektivní román                                | 3. (1.)       | 1960 | 241  | váz.     | 19,5 | 30 250  |                                                                               |
| 011 | UK     | 9    | Davidson, Basil                                   | Zlatý roh                                                            | 2.            | 1960 | 303  | váz.     | 16,9 | 30 250  | Jiří Pober                                                                    |
| 012 | CS     | 10   | Fiker, Eduard                                     | Kilometr devatenáct                                                  | 1.            | 1960 | 236  | váz.     | 18   | 30 000  |                                                                               |
| 013 | FR     | 11   | Gaboriau, Émile                                   | Zločin v Orcivalu                                                    | 1.            | 1960 | 295  | váz.     |      | 30 000  | Eva Sgallová                                                                  |
| 014 | PL     | 12   | Niziurski, Edmund                                 | Eskulapův přístav                                                    | (1.)          | 1960 | 220  | váz.     | 17,4 | 27 000  | Anetta Balajková                                                              |
| 015 | PL     | 12   | Niziurski, Edmund                                 | Eskulapův přístav                                                    | (2.)          | 1963 | 224  | váz.     | 17,4 | 30 000  | Anetta Balajková                                                              |
| 016 | CS     | 13   | Pašek, Mirko                                      | Stoprocentní záhada: detektivní příběh                               | 2. ( 1.)      | 1961 | 136  | váz.     | 12,6 | 20 000  |                                                                               |
| 017 | UK     | 14   | Masterman, John Cecil                             | Oxfordská tragédie                                                   | 1.            | 1961 | 156  | váz.     | 13,2 | 30 000  | Eva Outratová (také doslov)                                                   |
| 018 | CS     | 15   | Hanuš, Pavel                                      | Jupiter s pávem                                                      | 2.            | 1961 | 192  | váz.     | 16   | 30 000  |                                                                               |
| 019 | DE     | 16   | Schreyer, Wolfgang                                | Chrám satanův                                                        | 1.            | 1961 | 228  | váz.     | 17   | 30 000  | Zdeněk Lahoda                                                                 |
| 020 | PL     | 17   | Damian, Dominik                                   | Zrzavá manekýnka                                                     | 1.            | 1962 | 268  | váz.     | 19,4 | 30 000  | Helena Teigová                                                                |
| 021 | CS     | 18   | Vachek, Emil                                      | Zlá minuta: tři případy detektiva Klubíčka                           | 4/2/1         | 1962 | 280  | váz.     | 20,5 | 30 000  |                                                                               |
| 022 | RU     | 19   | Ovalov, Lev Sergejevič                            | Měděný knoflík                                                       | 2.            | 1962 | 252  | váz.     | 14,5 | 30 000  | Zora Beráková                                                                 |
| 023 | CS     | 20   | Nývlt, Václav                                     | Dva milióny svědků: detektivní příběh z prostředí televizního studia | 1.            | 1962 | 168  | váz.     | 13,9 | 30 000  |                                                                               |
| 024 | US     | 21   | Gardner, Erle Stanley                             | Případ Arleny Ferrisové                                              | 1.            | 1962 | 212  | váz.     | 17   | 30 000  | František Gel (doslov Vladimír Procházka)                                     |
| 025 | CS     | 22   | Šoltész, Pavel                                    | Scénář píše smrt                                                     | 1.            | 1963 | 204  | váz.     | 16   | 30 000  |                                                                               |
| 026 | CS     | 23   | Hejcman, Pavel                                    | Případ Anthrax                                                       | 1.            | 1963 | 180  | váz.     | 16,5 | 30 000  |                                                                               |
| 027 | US     | 24   | Hammett, Dashiell                                 | Skleněný klíč                                                        | 1.            | 1963 | 212  | váz.     | 17,5 | 30 000  | Josef Škvorecký (také doslov)                                                 |
| 028 | CS     | 25   | Zábrana, Jan a Josef Škvorecký                    | Vražda pro štěstí: první vyprávění doktora Pivoňky                   | 2.            | 1964 | 364  | váz.     | 27   | 30 000  |                                                                               |
| 029 | SE     | 26   | Trenter, Stieg                                    | Hlásná trouba                                                        | 1.            | 1964 | 236  | váz.     | 20   | 30 000  | Josef Vohryzek                                                                |
| 030 | CS     | 27   | Zábrana, Jan a Josef Škvorecký                    | Vražda se zárukou: druhé vyprávění doktora Pivoňky                   | 1.            | 1964 | 404  | váz.     | 29,5 | 40 000  |                                                                               |
| 031 | JP     | 28   | Macumoto, Seičó                                   | Body a přímka                                                        | 1.            | 1964 | 112  | váz.     | 12   | 30 000  | Ivan Krouský (také doslov)                                                    |
| 032 | CH     | 29   | Dürrenmatt, Friedrich                             | Soudce a jeho kat; Malér                                             | 1.            | 1964 | 116  | váz.     | 12   | 30 000  | Rio Preisner, Bedřich Becher (doslov Rio Preisner)                            |
| 033 | US     | 30   | Chandler, Raymond                                 | Dáma v jezeře                                                        | 1.            | 1965 | 220  |          |      | 72 000  | Josef Škvorecký (také doslov)                                                 |
| 034 | BE     | 31   | Simenon, Georges                                  | Obavy komisaře Maigreta                                              | 1.            | 1965 | 236  | váz./br. | 19   | 50 000  | Jarmila Friedlová                                                             |
| 035 | UK     | 32   | Greene, Graham                                    | Ministerstvo strachu                                                 | 3. (2.)       | 1965 | 216  | váz./br. | 18   | 52 500  | Jiří Valja (také doslov)                                                      |
| 036 | RU     | 33   | Ardamatskij, Vasilij Ivanovič                     | Saturn zvolna pohasíná: špionážní román                              | 1.            | 1965 | 440  | váz./br. | 30,5 | 53 000  | Hana Pražáková                                                                |
| 037 | CS     | 34   | Šoltész, Pavel                                    | Ukolébavka pro sovu                                                  | 1.            | 1965 | 184  | váz.     | 15,5 | 50 000  |                                                                               |
| 038 | US     | 35   | Ellin, Stanley                                    | Klíč k Nicholsově ulici                                              | 1.            | 1965 | 161  | váz.     | 15   | 50 000  | Eva Outratová                                                                 |
| 039 | CS     | 36   | Hejcman, Pavel                                    | Anděl hraje na violu                                                 | 1.            | 1966 | 224  | váz.     | 16,5 | 50 000  |                                                                               |
| 040 | US     | 37   | Hartog, Jan de                                    | Hledá se levá noha                                                   | 1.            | 1966 | 156  | váz.     | 10,2 | 70 000  | Olga Krijtová                                                                 |
| 041 | CS     | 38   | Nauman, Pavel                                     | Dlouhý stín času                                                     | 1.            | 1966 | 252  | váz.     | 19   | 50 000  |                                                                               |
| 042 | UK     | 39   | Berkeley, Anthony                                 | Případ otrávené bonboniéry                                           | 1.            | 1966 | 176  | váz./br. | 17   | 70 000  | Eva Marxová-Rohanová                                                          |
| 043 | CS     | 40   | Škvorecký, Josef                                  | Smutek poručíka Borůvky                                              | 1.            | 1966 | 277  | váz.     | 20   | 70 000  |                                                                               |
| 044 | CS     | 40   | Škvorecký, Josef                                  | Smutek poručíka Borůvky: detektivní pohádka                          | 2.            | 1968 | 277  | váz.     | 20   | 75 000  |                                                                               |
| 045 | UK     | 41   | Allingham, Margery                                | Dvojí smrt Johna Lafcadia                                            | 1.            | 1967 | 212  | váz./br. | 17,5 | 70 000  | Eva Outratová                                                                 |
| 046 | FR     | 42   | Leroux, Gaston                                    | Fantóm opery                                                         | 1.            | 1967 | 268  | váz./br. | 20   | 70 000  | Jiří V. Svoboda                                                               |
| 047 | CS     | 43   | Zábrana, Jan a Josef Škvorecký                    | Vražda v zastoupení: detektivní román: 3. vyprávění doktora Pivoňky  | 1.            | 1967 | 274  | váz.     | 20   | 70 000  |                                                                               |
| 048 | US     | 44   | McBain, Ed                                        | Profesionál: dva příběhy z praxe 87. policejního revíru              | 1.            | 1967 | 294  | váz.     |      | 70 000  | Alena Maxová                                                                  |
| 049 | UK, US | 45   | Korbař, Tomáš (ed.)                               | Tichá hrůza                                                          | 1.            | 1967 | 324  | váz./br. | 22   | 70 000  | Tomáš Korbař (soubor povídek)                                                 |
| 050 | FR     | 46   | Japrisot, Sébastien                               | Past na Popelku                                                      | 1.            | 1968 | 132  | váz./br. | 14   | 80 000  | František Zvěřina                                                             |
| 051 | PL     | 47   | Szczepkowska, Malwina                             | Kletba dědictví                                                      | 1.            | 1968 | 324  | váz./br. | 24   | 100 000 | Irena Dvořáková                                                               |
| 052 | US     | 48   | Queen, Ellery                                     | Přestupní stanice                                                    | 1.            | 1968 | 244  | váz.     |      | 80 000  | Gustav Bernau (doslov Josef Škvorecký)                                        |
| 053 | GR     | 49   | Wilden, Theodore                                  | Lámání v kole                                                        | 1.            | 1968 | 288  | váz./br. | 21   | neuv.   |                                                                               |
| 054 | UK     | 50   | Cheyney, Peter                                    | Slečnám to nevadí                                                    | 2. (1.)       | 1969 | 184  | váz./br. | 20   | neuv.   | Marie Fantová (2. vyd. upr. Jana Hamanová)                                    |
| 055 | CS     | 51   | Prošková, Hana                                    | Černé jako smola: detektivní povídky                                 | 1.            | 1969 | 272  | váz.     | 24   |         |                                                                               |
| 056 | SK     | 52   | Lazarová, Katarína                                | Kavčí pírko                                                          | 1.            | 1969 | 168  | váz.     | 17   | neuv.   | Ladislav Ducháček                                                             |
| 057 | FR     | 53   | Leblanc, Maurice                                  | Dutá jehla                                                           | 1.            | 1969 | 192  | váz./br. | 18   | 80 000  | Alžběta Bendová                                                               |
| 058 | US     | 54   | Kemelman, Harry                                   | Rabín v pátek zaspal                                                 | 1.            | 1969 | 180  | váz./br. | 18   | neuv.   | Zdena Herrmanová                                                              |
| 059 | CS     | 55   | Erben, Václav                                     | Efektivně mrtvá žena                                                 | 1.            | 1970 | 204  | váz.     | 19   | 80 000  |                                                                               |
| 060 | US     | 56   | Pottsová, Jean                                    | Svědectví druhého svícnu                                             | 1.            | 1970 | 188  | váz.     | 20   | 80 000  | Alena Maxová                                                                  |
| 061 | UK     | 57   | Gilbert, Michael Francis                          | Nebožtík Smallbone                                                   | 1.            | 1970 | 216  | váz./br. | 21   | 120 000 | Eva Outratová                                                                 |
| 062 | UK     | 58   | Moyesová, Patricia                                | Vražda podle módy                                                    | 1.            | 1971 | 212  | váz./br. | 17   | 120 000 | Eva Outratová                                                                 |
| 063 | US     | 59   | Eberhart, Mignon Good                             | Dům na střeše                                                        | 1.            | 1971 | 224  | váz./br. | 19   | 120 000 | Gustav Bernau                                                                 |
| 064 | CS     | 60   | Erben, Václav                                     | Pastvina zmizelých                                                   | 1.            | 1971 | 186  | váz.     | 15   |         |                                                                               |
| 065 | US     | 61   | Macdonald, Ross                                   | Honba za Phoebe                                                      | 1.            | 1972 | 240  | váz./br. | 22   | 100 000 | Eva Outratová                                                                 |
| 066 | BG     | 62   | Slavčev, Svetoslav                                | Ve znamení štíra                                                     | 1.            | 1972 | 164  | váz./br. | 14   | 88 500  | Zlata Kufnerová                                                               |
| 067 | CS     | 63   | Nesvadba, Josef                                   | Tři dobrodružství                                                    | 1.            | 1972 | 313  | váz.     | 19   | 50 000  | (doslov Magda Hájková)                                                        |
| 068 | RU     | 64   | Ardamatskij, Vasilij Ivanovič                     | Tajná operace doktora Axela                                          | 1.            | 1972 | 232  | váz.     | 18   | 64 000  | Hana Pražáková                                                                |
| 069 | UK     | 65   | Francis, Dick                                     | Nervy                                                                | 1.            | 1972 | 221  | váz.     |      |         | Tomáš Korbař                                                                  |
| 070 | CS     | 66   | Prošková, Hana                                    | Tajemství obří číše                                                  | 1.            | 1973 | 309  | váz.     | 21   | 70 000  | (doslov Václav Erben)                                                         |
| 071 | DE     | 67   | Steinberg, Werner                                 | Horká stopa                                                          | 1.            | 1973 | 208  | váz./br. | 18   | 132 000 | Věra Houbová                                                                  |
| 072 | ZA     | 68   | Airth, Rennie                                     | Únos!                                                                | 1.            | 1973 | 208  | váz./br. | 15   | 70 000  | překladatel neuveden ani v tiráži                                             |
| 073 | SE     | 69   | Sjöwallová, Maj a Per Wahlöö                      | Noční autobus                                                        | 1.            | 1974 | 192  | váz./br. | 24   | 70 000  | Josef Vohryzek, krycí Miloslav Žilina                                         |
| 074 | SE     | 69   | Sjöwallová, Maj a Per Wahlöö                      | Noční autobus                                                        | 2.            | 1978 | 176  | váz./br. | 28   | 50 000  | Josef Vohryzek, krycí Miloslav Žilina                                         |
| 075 | CS     | 70   | Ditmar, René                                      | Každý ve svém sklepě                                                 | 1.            | 1974 | 256  | váz.     | 27   | 55 000  |                                                                               |
| 076 | RU     | 71   | Azarov, Aleksej Sergejevič a Vladislav Kudrjavcev | Dům bez klíče                                                        | 1.            | 1974 | 232  | váz./br. | 22   | 70 000  | Jaroslav Piskáček                                                             |
| 077 | UK     | 72   | Ferrars, Elizabeth                                | Kdo je můj muž?                                                      | 1.            | 1975 | 156  | váz./br. | 19   | 70 000  | František Jungwirth                                                           |
| 078 | CS     | 73   | Kačírková, Eva                                    | Masožravé rostliny: detektivní povídky                               | 1.            | 1975 | 301  | váz.     | 30   |         |                                                                               |
| 079 | RU     | 74   | Adamov, Arkadij Grigorjevič                       | Roh bílé zdi                                                         | 1.            | 1976 | 276  | váz.     | 23   | 77 000  | Jaroslav Novák                                                                |
| 080 | FR     | 75   | Japrisot, Sébastien                               | Dáma v autě s brýlemi a puškou                                       | 1.            | 1976 | 192  | brož.    | 20   | 70 000  | Anna Beková                                                                   |
| 081 | CS     | 76   | Prošková, Hana                                    | Tajemství planet: tři detektivní příběhy                             | 1.            | 1976 | 339  | brož.    | 23   | 60 000  |                                                                               |
| 082 | CS     | 77   | Staněk, Luděk                                     | Ráno se smrtí                                                        | 1.            | 1976 | 120  | brož.    | 14   | 44 000  |                                                                               |
| 083 | CS     | 78   | Neumann, Miroslav                                 | Muž pro Maawakao                                                     | 1.            | 1976 | 192  | brož.    | 17   | 55 000  |                                                                               |
| 084 | US     | 79   | Pike, Robert L.                                   | Němý svědek                                                          | 1.            | 1976 | 138  | brož.    | 15   | 70 000  | Jaroslav Veis, Veronika Veisová                                               |
| 085 | US     | 80   | McBain, Ed                                        | Prachy                                                               | 1.            | 1977 | 184  | brož.    | 18   | 70 000  | Jaroslav Kořán                                                                |
| 086 | FR     | 81   | Boileau-Narcejac                                  | Ztracenému srdci                                                     | 1.            | 1977 | 144  | brož.    | 15   | 55 000  | Kristián Mikulejský                                                           |
| 087 | RU     | 82   | Adamov, Arkadij Grigorjevič                       | Smyčka                                                               | 1.            | 1977 | 200  | brož.    | 13   | 70 000  | Marie Táborská                                                                |
| 088 | CS     | 83   | Kačírková, Eva                                    | Po sezóně se nevraždí: detektivní příběhy                            | 1.            | 1977 | 324  | brož.    |      | 50 000  |                                                                               |
| 089 | CS     | 84   | Prošková, Hana                                    | Zlá panenka: detektivní povídky                                      | 1.            | 1978 | 231  | váz.     | 27   | 50 000  |                                                                               |
| 090 | US     | 85   | Pike, Robert L.                                   | Automobilové neštěstí                                                | 1.            | 1978 | 160  | váz./br. | 26   | 50 000  | Ladislav Bezpalec                                                             |
| 091 | CS     | 86   | Zlámaný, Svatopluk                                | Hra na slepou bábu: tři detektivní příběhy                           | 1.            | 1979 | 272  | váz.     | 25   | 35 000  |                                                                               |
| 092 | CS     | 87   | Kačírková, Eva                                    | Sedm stupňů do pekla [Sedm...; Předpověď minulosti]                  | 1.            | 1979 | 251  | váz.     |      | 40 000  |                                                                               |
| 093 | UK     | 88   | Francis, Dick                                     | Nervy; Dražby                                                        | 1./2.         | 1979 | 357  | váz.     |      | 50 000  | Tomáš Korbař, Jaroslava Davidová                                              |
| 094 | SE     | 89   | Berthelius, Jenny                                 | Abeceda hrůzy [Abeceda...; Muž s kosou]                              | 1.            | 1980 | 224  | váz./br. | 26   | 60 000  | Božena Köllnová-Ehrmannová                                                    |
| 095 | CS     | 90   | Klíma, Josef                                      | Radikální řez                                                        | 1.            | 1980 | 176  | váz.     | 24   | 50 000  | (doslov Josef Ticháček)                                                       |
| 096 | UK     | 91   | Daniel, Glyn                                      | Vraždy v Cambridgi                                                   | 1.            | 1980 | 256  | váz./br. | 36   | 70 000  | Eva Kondrysová                                                                |
| 097 | US     | 92   | Stout, Rex                                        | Hořké pochoutky                                                      | 1.            | 1980 | 160  | váz./br. | 30   | 60 000  | František Jungwirth                                                           |
| 098 | CS     | 93   | Přibský, Vladimír                                 | Fešák a blondýnka [V šest přijde fešák; Třetí blondýnka]             | 2/1 (1/1)     | 1981 | 344  | váz.     | 33   | 60 000  |                                                                               |
| 099 | CS     | 94   | Kačírková, Eva                                    | Abchazský med: tři detektivní příběhy                                | 1.            | 1981 | 295  | váz.     | 30   | 50 000  |                                                                               |
| 100 | FR     | 95   | Coatmeur, Jean-François                           | Půlnoční sirény                                                      | 1.            | 1981 | 192  | váz./br. | 22   | 70 000  | Růžena Steklačová                                                             |
| 101 | CS     | 96   | Prošková, Hana                                    | Jahody se šlehačkou: tři detektivní příběhy                          | 1.            | 1982 | 228  | váz.     | 28   | 100 000 |                                                                               |
| 102 | SE     | 97   | Suneson, Vic                                      | V mlze                                                               | 1.            | 1982 | 176  | váz./br. | 26   | 70 000  | Božena Köllnová-Ehrmannová                                                    |
| 103 | UK     | 98   | Gilbert, Michael Francis                          | Etruská síť                                                          | 1.            | 1982 | 176  | váz./br. | 28   | 90 000  | přeložila Veronika Veisová, verše Hana Žantovská (doslov František Jungwirth) |
| 104 | CS     | 99   | Prošková, Hana                                    | Záhada obří číše: vybrané detektivní povídky                         | 1.            | 1983 | 256  | váz.     | 30   | 100 000 |                                                                               |
| 105 | UK     | 100  | Christie, Agatha                                  | Příběhy ze staré Anglie [Nultá hodina; Sittafordská záhada]          | 2. (1.)       | 1983 | 338  | váz./br. | 38   | 100 000 | Jan Zábrana                                                                   |
| 106 | RU     | 101  | Klarov, Jurij Michajlovič                         | Hrozivý trojúhelník                                                  | 1.            | 1983 | 244  | váz./br. | 30   | 70 000  | Marie Táborská                                                                |
| 107 | CS     | 102  | Zlámaný, Svatopluk                                | Případ s černým vzadu: tři detektivní příběhy                        | 1.            | 1984 | 312  | váz.     | 30   | 50 000  |                                                                               |
| 108 | FR     | 103  | Labrunie, Jean                                    | Šerif: (Pitva vraždy jednoho soudce)                                 | 1.            | 1984 | 181  | váz./br. | 28   | 100 000 | Jaroslav Keliš                                                                |
| 109 | UK     | 104  | Barnard, Robert                                   | Nezdárný syn                                                         | 1.            | 1984 | 159  | váz.     | 26   | 100 000 | Veronika Veisová                                                              |
| 110 | CS     | 105  | Fiker, Eduard                                     | Série C-L: detektivní fantazie                                       | 7. (6.)       | 1984 | 271  | váz.     | 28   | 100 000 | (doslov Pavel Frýbort)                                                        |
| 111 | CS     | 106  | Hodek, Břetislav                                  | Kocouři: případ mladých žen                                          | 1.            | 1985 | 216  | váz.     | 28   | 80 000  |                                                                               |
| 112 | NL     | 107  | Van de Wetering, Janwillem                        | Masakr v Maine                                                       | 1.            | 1985 | 184  | váz./br. | 32   | 98 000  | Jaroslav Kořán                                                                |
| 113 | DE     | 108  | Andresen, Thomas                                  | Náhodné svědectví: kriminální román                                  | 1.            | 1986 | 136  | váz./br. | 25   | 95 000  | Petr Karlach                                                                  |
| 114 | US     | 109  | Biggers, Earl Derr                                | Vražda v Honolulu                                                    | 1.            | 1986 | 224  | váz./br. | 37   | 95 000  | František Jungwirth                                                           |
| 115 | CS     | 110  | Erben, Václav                                     | Poslední pád Mistra Materny                                          | 1.            | 1987 | 284  | váz.     | 34   | 100 000 |                                                                               |
| 116 | UK     | 111  | Chase, James Hadley                               | Operace Fíkový list                                                  | 1.            | 1987 | 168  | váz./br. | 27   | 100 000 | Jiří Zdeněk Novák                                                             |
| 117 | CS     | 112  | Hodek, Břetislav                                  | Případ dávno mrtvých kanonýrů                                        | 1.            | 1987 | 232  | váz.     | 29   | 90 000  |                                                                               |
| 118 | CS     | 113  | Kačírková, Eva                                    | Vraky bez pokladů: dva detektivní příběhy                            | 1.            | 1988 | 165  | váz.     | 25   | 100 000 |                                                                               |
| 119 | PL     | 114  | Huzik, Władysław                                  | Ukradené tváře                                                       | 1.            | 1988 | 192  | váz./br. | 24   | 96 000  | Anetta Balajková                                                              |
| 120 | UK     | 115  | Forsyth, Frederick                                | Žádné stopy                                                          | 1.            | 1988 | 229  | váz./br. | 27   | 95 000  | Zora Wolfová                                                                  |
| 121 | FR     | 116  | Perrault, Gilles                                  | Červený pulovr                                                       | 1.            | 1988 | 334  | váz.     | 30   | 95 000  | Jaroslav Keliš, Helena Kelišová                                               |
| 122 | FR     | 117  | Guibert, Michel                                   | Psí dědek                                                            | 1.            | 1989 | 144  | váz./br. | 22   | 100 000 | Edda Němcová (doslov František Jungwirth)                                     |
| 123 | CS     | 118  | Škvorecký, Josef                                  | Vražda pro štěstí: první vyprávění doktora Pivoňky                   | 3.            | 1989 | 320  | váz.     | 30   | 95 000  |                                                                               |
| 124 | US     | 119  | Van Dine, S. S.                                   | Královské vraždění                                                   | 1. (překlad)  | 1990 | 208  | váz./br. | 30   | 130 000 | Alena Maxová                                                                  |
| 125 | CS     | 120  | Škvorecký, Josef                                  | Hříchy pro pátera Knoxe: detektivní divertimento                     | 1. ČSFR       | 1991 | 283  | váz.     | 35   | 150 000 |                                                                               |
| 126 | CS     | 121  | Frýbort, Pavel                                    | Přesilová hra                                                        | 1.            | 1990 | 229  | váz.     | 32   | 150 000 |                                                                               |
| 127 | US     | 122  | Gores, Joe                                        | Hammett                                                              | 1.            | 1990 | 205  | váz.     |      | 150 000 | František Jungwirth                                                           |
| 128 | FR     | 123  | Leroux, Gaston                                    | Záhada žlutého pokoje                                                | 1.            | 1991 | 155  | váz.     |      |         | Edda Němcová                                                                  |
| 129 | HU     | 124  | Kristóf, Attila                                   | Koktavý vrah                                                         | 1.            | 1992 | 179  | brož.    |      |         | Ema Rozgonyiová                                                               |
| 130 | CS     | 125  | Škvorecký, Josef                                  | Smutek poručíka Borůvky: detektivní pohádka                          | 3.            | 1991 | 248  | brož.    |      |         |                                                                               |
| 131 | CS     | 126  | Škvorecký, Josef                                  | Konec poručíka Borůvky: detektivní žalozpěv                          | 2. (1. ČSFR)  | 1992 | 190  | brož.    |      |         |                                                                               |
| 132 | CS     | 127  | Škvorecký, Josef                                  | Návrat poručíka Borůvky: reakcionářská detektivka                    | 2.            | 1993 | 139  | brož.    |      |         |                                                                               |
| 133 | US     | 128  | Crichton, Michael                                 | Čtyři klíče: velká vlaková loupež                                    | 2.            | 1992 | 222  | brož.    |      |         | Jaroslav Kořán                                                                |
| 134 | US     | 129  | Chandler, Raymond                                 | Dáma v jezeře                                                        | 3.            | 1992 | 190  | brož.    |      |         | Josef Škvorecký (také doslov)                                                 |
| 135 | US     | 130  | Hillerman, Tony                                   | Dům, kde tančí mrtví; Lidé temnot                                    | 1.            | 1992 | 272  | brož.    |      |         | Šimon Pellar                                                                  |
| 136 | CS     | 131  | Vejdělek, Čestmír                                 | Handicap: golfová romance s vraždami                                 | 1.            | 1993 | 238  | brož.    |      |         |                                                                               |
| 137 | FR     | 132  | Hoë, Frédéric                                     | Klamné zločiny                                                       | 1.            | 1993 | 152  | brož.    |      |         | Marta Jedličková                                                              |
| Č.  | Země   | Sv.  | Autor                                             | Název knihy                                                          | Vyd.          | Rok  | Str. | Vazba    | Kčs  | Výt.    | Překlad (doslov)                                                              |